# West Ryder Pauper Lunatic Asylum
West Ryder Pauper Lunatic Asylum је трећи студијски албум британске рок групе Kasabian. Издат је 5. јуна 2009. године. Након одласка Кристофера Карлофа из групе, Серџио Пицорно је постао главни аутор песама и продуцент.

## Списак песама
1. Underdog 4:37
2. Where Did All the Love Go? 4:17
3. Swarfiga 2:18
4. Fast Fuse 4:10
5. Take Aim 5:23
6. Thick as Thieves 3:06
7. West Ryder Silver Bullet 5:15
8. Vlad the Impaler 4:44
9. Ladies and Gentlemen, Roll the Dice 3:33
10. Secret Alphabets 5:07
11. Fire 4:13
12. Happiness 5:16